# یو-موبایل
یو-موبایل (روسی: Yo-mobil) شرکت خودروسازی روسی است، که در سال ۲۰۱۰ تأسیس شد.